# John Godfrey
Pour les articles homonymes, voir Godfrey.
John Ferguson Godfrey né le 19 décembre 1942 à Toronto et mort dans la même ville le 18 décembre 2023, est un homme politique libéral canadien.

## Biographie
Il est député à la Chambre des communes du Canada et membre du Parti libéral du Canada, représentant la circonscription ontarienne de Don Valley-Ouest de 1993 à 2008. Le 20 juillet 2004, il est nommé ministre d'État (Infrastructures et Collectivités) sous le gouvernement de Paul Martin et se présente à sa succession pour la chefferie du Parti libéral, se retirant peu après en invoquant une raison de santé.
Le 17 juin 2008, lors d'un rappel au Règlement, il annonce sa démission de son poste de député. Il est nommé directeur général du Toronto French School à compter du 1er juillet de la même année.

## Honneurs
- Le 27 décembre 2018, il est nommé Membre de l'Ordre du Canada[4].